# IC 5080
IC 5080 је елиптична галаксија у сазвјежђу Делфин која се налази на листи објеката дубоког неба у Индекс каталогу.
Деклинација објекта је + 19° 12' 51" а ректасцензија 21h 2m 33,0s. Привидна величина (магнитуда) објекта IC 5080 износи 14,4 а фотографска магнитуда 15,4. IC 5080 је још познат и под ознакама CGCG 448-31, NPM1G +19.0518, PGC 65956.